# فرودگاه محلی تری-کانتی
فرودگاه محلی تری-کانتی (به انگلیسی: Tri-County Regional Airport) یک فرودگاه همگانی با کد یاتا LNR است که یک باند فرود آسفالت دارد و طول باند آن ۱۵۲۴ متر است. این فرودگاه در کشور ایالات متحده آمریکا قرار دارد و در ارتفاع ۲۱۸٫۸ متری از سطح دریا واقع شده است.